# Fractionnement d'actions
Pour les articles homonymes, voir Split (homonymie).
Un fractionnement d'actions, ou une division d'actions (stock split en anglais), est une opération augmentant le nombre d'actions en circulation sur les marchés boursiers afin de diminuer le cours boursier de l'action. Elle consiste à multiplier le nombre d'actions que possèdent les actionnaires au moment de l'opération et s'exprime sous forme de ratio : un ratio de « 3 pour 1 » signifie que pour chaque action détenue, le titulaire recevra trois actions en échange.
Le prix de l'action est ajusté pour refléter le changement du nombre d'actions. L'historique du cours de l'action est aussi ajusté afin de ne pas surprendre les courtiers.
Diminuer le cours de l'action peut permettre à de petits investisseurs d'acheter des actions de l'entreprise alors qu'ils n'auraient pas pu se le permettre avant l'opération à cause du cours élevé.

## Exemple
Ainsi, l'action Amazon introduite en bourse le 15 mai 1997 est une première fois fractionnée à raison de deux actions reçues pour une action détenue le 2 juin 1998. Elle vaut 85,68 $ la veille. Une semaine plus tard, le 9 juin, l'action vaut 51,24 $ et un mois plus tard, le 2 juillet, l'action vaut 124,02 $ à la clôture. Un second fractionnement a lieu le 5 janvier 1999 à raison de trois actions reçues pour une action détenue, l'action vaut 354,96 $ à la clôture du 4 janvier, et après fractionnement, le lendemain, à la clôture, vaut 138 $. Un troisième fractionnement survient le 2 septembre 1999 à raison de deux actions reçues pour une action détenue. Son prix est à la clôture du 1er septembre de 119,06 $ et le lendemain, à la même heure, après fractionnement, est à 60,06 $. Un mois plus tard, le 1er octobre, l'action vaut 77,25 $. 
Un quatrième fractionnement est annoncé en mars 2022 pour le 6 juin avec pour base vingt actions reçues pour une action détenue,, l'action dépassant alors les 2 800 $. De manière concomitante, l'entreprise annonce un rachat d'actions pouvant aller jusqu'à dix milliards de dollars. Quelqu'un ayant acheté une action peu après l'introduction en bourse se retrouve ainsi en 2022 avec 240 actions.